# Sander van de Pavert
Sander van de Pavert (Den Haag, 21 februari 1976) is een Nederlandse tv-programmamaker, acteur, regisseur en columnist die werkt onder het pseudoniem Lucky.

## Biografie
Van de Pavert studeerde in 2000 af als grafisch ontwerper aan de Willem de Kooning Academie in Rotterdam. Na korte tijd als vormgever werkzaam te zijn geweest richtte hij zich op het bewerken van video. In 2003 werden er voor het eerst korte video's van Van de Pavert onder de naam LuckyTV uitgezonden op nationale televisie, als dagelijkse bijdrage aan het VARA-programma Vara Laat, uitgezonden op de Nederlands publieke omroep. Sindsdien produceerde LuckyTV meer dan 1500 korte filmpjes voor verschillende televisieprogramma's. Sinds 2008 heeft LuckyTV een wekelijkse column in de VARAgids. In 2019 startte Van de Pavert een humoristisch bedoeld, gemonteerd, 11 minuten durend interviewprogramma, Avondlicht.

## Filmpjes en werkwijze
De filmpjes van LuckyTV duren ongeveer een minuut. Meestal wordt hierin op lichtvoetige wijze commentaar geleverd op een actuele gebeurtenis. Andere keren gaat het om op zichzelf staande humoristische filmpjes, zonder verdere verwijzing naar de actualiteit. LuckyTV maakt veelal gebruik van bestaand beeldmateriaal dat wordt bewerkt of gemanipuleerd; interviews worden verknipt tot absurde gesprekken, acteurs worden nagesynchroniseerd of voice-overs worden vervangen.
Alle filmpjes worden door Van de Pavert zelf geschreven, geregisseerd en gemonteerd. Hij verschijnt een enkele keer zelf in beeld, maar staat naar eigen zeggen liever achter dan voor de camera. 
Voorbeelden van filmpjes van LuckyTV zijn: Het Bedrijfsuitje van Hitler, een parodie op de film Der Untergang, waarin de Führer en zijn officieren onderling kibbelen over de invulling van een bedrijfsuitje; Helpdesk, waarin een ernstig door drugs bedwelmde man belt met de helpdesk van de EO; en Lego Boycot, een filmpje naar aanleiding van de boycot op Deense producten in Soedan. 
Met het filmpje Time of my life laat hij de Amerikaanse presidentskandidaten Hillary Clinton en Donald Trump een duet zingen bij de beelden van het verkiezingsdebat van 9 oktober 2016. Het filmpje kreeg wereldwijde aandacht en bewondering.
Een terugkomend onderdeel van LuckyTV is het "royaltyprogramma" Willy & Max dat ontstond na een interview over de inhuldiging van koning Willem-Alexander in 2013. Van de Pavert leent ook zelf zijn stem aan  koning Willy. In 2016 kwam het Luistergeschenk Willy haalt alles uit de kast uit voor de Week van het Luisterboek.

## De Wereld Draait Door
Sinds 2005 leverde LuckyTV een (bijna) dagelijkse bijdrage aan het televisieprogramma De Wereld Draait Door. In het eerste seizoen was LuckyTV te zien halverwege het programma. Vanaf het tweede seizoen kregen de filmpjes een vaste plek aan het einde van elke aflevering. Deze uitsmijter duurde gemiddeld zo'n veertig seconden en ging meestal in op de actuele gebeurtenissen van die dag. 

## Jinek en BEAU
De Wereld Draait Door stopte in maart 2020 en sindsdien was LuckyTV enige tijd niet meer op de lineaire televisie te vinden. Vanaf september 2020 vormden de filmpjes nog  enkele maanden de uitsmijter van de praatprogramma's Jinek en Beau op RTL 4. Onverwacht eindigde de serie. Het is nog onbekend of en wanneer deze weer hervat wordt.

## Eervolle vermelding
In 2010 kreeg Van de Pavert voor zijn bijdrage aan De Wereld Draait Door een eervolle vermelding door de Nipkow-jury. Hij kreeg de aanmoedigingsprijs "omdat zijn absurde items actuele situaties verdraaien, ontregelen en uitvergroten." Voorzitter van de jury en tv-recensent Hans Beerekamp lichtte de vermelding als volgt toe:
"LuckyTV is de enige televisierecensie op televisie (...), een commentaar op dat dagelijkse bombardement van beelden. En negen van de tien keer is het echt raak."

## Filmrollen
Sander van der Pavert speelde de rol van ADD in de film Captain Nova (2021).

## Televisieprogramma's
LuckyTV droeg sinds 2002 bij aan verschillende televisieprogramma's, waarvan de voornaamste:
- VARA Laat (2003-2005, VARA)
- De Wereld Draait Door (2005-2020)
- JENSEN! (2005-2007, RTL)
- De Staat van Verwarring (2006, VPRO)
- 6Pack (2006, MTV), als regisseur.

Sander van de Pavert produceerde daarnaast een aantal korte televisieprogramma's:
- Loof&Schillen (2002, RTV West)
- Joezjny (2010, Comedy Central), een satirische actualiteitenrubriek.
- Avondlicht (2019-heden)